# Princesa Isabel (Paraíba)
Princesa Isabel é um município brasileiro do estado da Paraíba. É a vigésima-sexta cidade mais populosa do estado e a oitava do Sertão Paraibano, com uma população de 23 345 habitantes em 2019, distribuídos em 368 km² de área e sendo classificada como Centro de zona.
Distante 420 km de João Pessoa, a cidade faz parte da Região Geográfica Imediata de Princesa Isabel e Intermediária de Patos e destaca-se, principalmente, no setor comercial e educacional, contando com a presença de um campus do IFPB.

## História
Localiza-se em cima da Serra do Teixeira, na sua parte mais ocidental, a 683 metros acima do nível do mar, ela originou-se do Povoado de Bom Conselho, que conseguiu emancipação em relação a Piancó em 1875 e em 1930 passa a fazer parte do Território de Princesa, desmembrando-se da Paraíba e sendo elevando à categoria de território federal, voltando a fazer parte do estado da Paraíba ainda no mesmo ano. Em 26 de novembro de 1875, por força da lei provincial nº 597, o distrito é elevado à condição de vila, que no entanto durou até 1879, quando foi integrada ao município de Piancó. No ano seguinte, a lei nº 785 eleva o distrito novamente à categoria de vila, com o nome de Princesa, desmembrando-a de Piancó.

## Geografia
O município está incluído na área geográfica de abrangência do semiárido brasileiro, definida pelo Ministério da Integração Nacional em 2005.  Esta delimitação tem como critérios o índice pluviométrico, o índice de aridez e o risco de seca.

### Clima
Dados do Departamento de Ciências Atmosféricas, da Universidade Federal de Campina Grande, mostram que Princesa Isabel apresenta um clima com média pluviométrica anual de 836,3 mm e temperatura média anual de 23,3 °C.
| Dados climatológicos para Princesa Isabel     | Dados climatológicos para Princesa Isabel | Dados climatológicos para Princesa Isabel | Dados climatológicos para Princesa Isabel | Dados climatológicos para Princesa Isabel | Dados climatológicos para Princesa Isabel | Dados climatológicos para Princesa Isabel | Dados climatológicos para Princesa Isabel | Dados climatológicos para Princesa Isabel | Dados climatológicos para Princesa Isabel | Dados climatológicos para Princesa Isabel | Dados climatológicos para Princesa Isabel | Dados climatológicos para Princesa Isabel | Dados climatológicos para Princesa Isabel |
| Mês                                           | Jan                                       | Fev                                       | Mar                                       | Abr                                       | Mai                                       | Jun                                       | Jul                                       | Ago                                       | Set                                       | Out                                       | Nov                                       | Dez                                       | Ano                                       |
| --------------------------------------------- | ----------------------------------------- | ----------------------------------------- | ----------------------------------------- | ----------------------------------------- | ----------------------------------------- | ----------------------------------------- | ----------------------------------------- | ----------------------------------------- | ----------------------------------------- | ----------------------------------------- | ----------------------------------------- | ----------------------------------------- | ----------------------------------------- |
| Temperatura máxima média (°C)                 | 32,4                                      | 31,4                                      | 30,7                                      | 30,2                                      | 29,0                                      | 28,2                                      | 28,2                                      | 29,8                                      | 31,4                                      | 33,0                                      | 33,3                                      | 33,2                                      | 30,9                                      |
| Temperatura média (°C)                        | 24,6                                      | 24,0                                      | 23,6                                      | 23,4                                      | 22,6                                      | 21,6                                      | 21,2                                      | 21,8                                      | 23,2                                      | 24,3                                      | 24,8                                      | 24,9                                      | 23,3                                      |
| Temperatura mínima média (°C)                 | 20,0                                      | 19,6                                      | 19,5                                      | 19,4                                      | 18,7                                      | 17,8                                      | 17,0                                      | 17,1                                      | 18,1                                      | 19,0                                      | 19,6                                      | 20,0                                      | 18,8                                      |
| Chuva (mm)                                    | 85,9                                      | 138,4                                     | 195,0                                     | 148,1                                     | 74,4                                      | 37,2                                      | 25,6                                      | 8,8                                       | 9,2                                       | 12,3                                      | 32,7                                      | 56,5                                      | 836,3                                     |
| Fonte: Departamento de Ciências Atmosféricas. |                                           |                                           |                                           |                                           |                                           |                                           |                                           |                                           |                                           |                                           |                                           |                                           |                                           |

## Filhos ilustres
- Ver Biografias de princesenses notórios